# Gustaf Persman
Nils Gustaf Persman, född 25 augusti 1908 i Rackstad, Arvika kommun, död 2 september 1992, var en svensk keramiker.
Persman fick sin första utbildning till keramiker av Riborg Böving på  Ålgården i Arvika. I början av 1930-talet byggde han en egen keramikverkstad vid föräldrahemmet Hurra. Han anställdes senare av Viktor Axelsson och arbetade där tillsammans med Åke Warnstad. När Axelsson avled 1946 startade han och Warnstad en egen keramikverkstad på Anneborg som de drev fram till 1956. Därefter skaffade han sig åter en egen verkstad i Nyhem Långvak, som han drev åren 1956-1975. 
Hanns keramik består av drejat och glaserat lergods i traditionell stil.
Persman är representerad vid Rackstadmuseet och Värmlands museum.